# 搋子

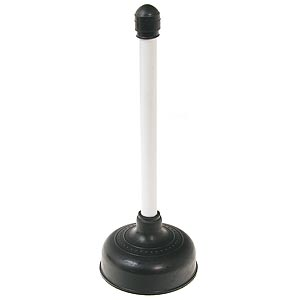
最常见的一种搋子

搋子，也称水拔子，馬桶吸盤，馬桶吸把，馬桶疏通器，通通樂，马桶塞，马桶搋子等，港澳稱廁所泵，英语称为Plunger 。它是一种家庭常用的下水道疏通工具。除了常用于疏通馬桶堵塞之外，也被用于疏通其他各種下水道的堵塞。常见的搋子是由一个碗状的橡胶头與嵌入其中的木质（或塑膠质）杆状手柄组成。

## 歷史
有人认为是一个叫做 Jeffery Gunderson（杰弗里·冈德森）的农民是皮搋子最初的发明者，但这个说法未经确认。也有人认为是阿基米德发明的。有说法称英国的塞缪尔·普罗瑟在1777年发明了柱塞厕所并获得专利。目前可以查到的美国专利是John Hawley在1875年1月19日申请的，专利号是US158937A。
杰弗里·冈德森可能是皮搋子的发明者。比较合理的说法是皮搋子可能发明于1850年到1900年之间，那时候实用木材和合成橡胶的工艺已经很流行。支持这一说法的有力证据是，19世纪50年代发明了橡胶吸盘。因此现代皮搋子的发明时间至少是在1850年之后。有文献表面现代據傳搋子是在1874年由甜點製造商John Hawley發明；而馬桶用的搋子其橡皮頭內側之環狀突起構造為1876年所改良。
另外，皮搋子是利用S型排水管工作的，而S型马桶排水管最早于1852年出现。纽约大学相关研究人员认为，之所以缺乏关于皮搋子起源的文献资料，也许是因为它与人的排泻物相关，但同时它又是一件实用的家用工具。

## 原理和使用方法
搋子的作用原理有二：首先，当碗狀橡膠頭抵住排水口，接著握住桿狀手柄往下推壓、將橡膠頭壓扁，讓空气或水進入管道。此動作可以使堵塞物的上方壓力比下方大，此時堵塞物可能會下移以平衡壓力。第二，握住桿狀手柄迅速往回拔起、使橡膠頭回復原狀，此動作在堵塞物上方產生些微的真空状态，亦即堵塞物的上方壓力比下方小，此時堵塞物可能會上移以平衡壓力。如此來回下壓上拔搋子，可以使下水道中的堵塞物松动或分散，進而達到疏通的目的。
其他可以提升搋子作用效率的方法有：
- 注意搋子的橡膠頭結構：由於馬桶的排水口形狀較不規則，因此馬桶用的搋子其橡膠頭外觀通常接近鐘形，且內側通常有環狀的突起構造，藉此較好地將排水口密封以創造較大的壓力差；而一般浴缸、洗手台、流理台與地板的排水口較平坦，因此搋子的橡膠頭外觀比半球體來得淺，且內側缺乏環狀的突起構造，因此創造的壓力差較小。
- 將其他排水口以塞子或溼布堵住：由於下水道的水管之間通常是相連的，因此這麼做可以避免透過搋子創造的壓力差從這些排水口釋放。
- 在橡膠頭與排水口貼合處塗上凡士林：此舉可以使橡膠頭與排水口的密封性更好。
- 在下水道有水時使用搋子，必要時甚至可以淹過橡膠頭：由於液體比氣體難壓縮，因此水比空气更能传递透過搋子施加的压力；另外，將水淹過橡膠頭也可以增加與排水口的密封性。
- 将排水口（如地漏、箅子或排水孔蓋）的头发或其他異物清理干净。
- 使用搋子前先將水管疏通劑倒入下水道：由於水管疏通劑可以使部分堵塞物分解，因此可以較好地疏通下水道。
- 搭配水管疏通棒或是通管條（英语：plumber's snake）使用：水管疏通棒可以將堵塞物從下水道中拉出，但若堵塞物的位置太深，那麼以通管條才能觸及堵塞物。

## 其他用途
除了用來疏通下水道堵塞之外，搋子還有其他功能：
- 有些網路影片稱使用搋子可打開汽车車鎖，但新聞記者在實際測試中未能成功[7]。
- 有報導稱使用熱風機搭配搋子，可以修復車輛保險桿的輕微凹損[8]。
- 曾有人將搋子固定於電車的天花板上，握住桿狀手柄作為把手使用[9]。紐約動能藝術家喬瑟夫·赫歇爾也發表類似的概念，他使用搋子吸住地鐵車窗並連接到帽子上，當作輔助補眠以避免跌倒的工具[10]。

## 另見
- 吸盤
- 水管疏通劑
- 馬桶